# Gavotte

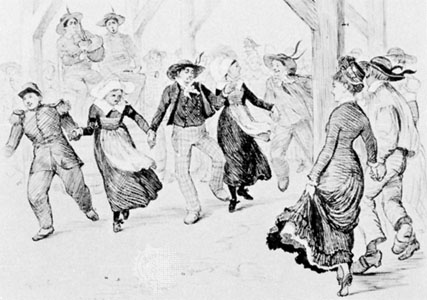
Khiêu vũ Gavotte ở Brittany, Pháp, 1878

Gavotte (gavot hay gavote) là một điệu nhảy dân gian Pháp. Nhịp gavotte ở 4/4 và 2/2, minh họa: 

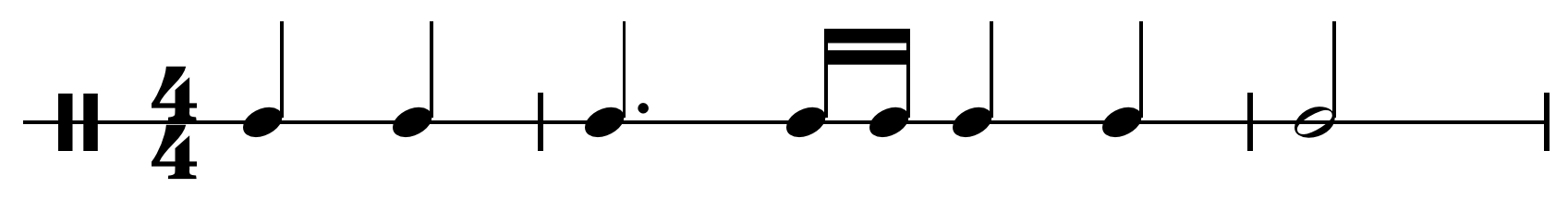
Nhịp gavotte.

Âm nhạc gavotte cho cung đình trước đó được mô tả lần đầu tiên bởi Thoinot Arbeau năm 1589,

## Lịch sử
Gavotte được mô tả lần đầu tiên vào những năm cuối thế kỷ 16. Gavotte trở nên phổ biến trong triều đình vua Louis XIV nơi Jean-Baptiste Lully là nhà soạn nhạc hàng đầu. Do đó nhiều nhà soạn nhạc khác của thời kỳ Baroque kết hợp khiêu vũ thành các tổ khúc cho nhạc cụ.